# Kijevci (Serbia)
Kijevci (cyr. Кијевци) – wieś w Serbii, w okręgu zlatiborskim, w gminie Sjenica. W 2011 roku liczyła 225 mieszkańców.